# Остров Географического Общества
Остров Географического Общества (дат. Geografisk Samfund Ø) — крупный остров, расположенный у северо-восточного побережья Гренландии на территории Гренландского национального парка. Занимает площадь 1717 квадратных километров.
С севера отделён от острова Имер проливом Софии, с юга от острова Трейлл — проливом Вега. Чуть севернее острова находится устье фьорда императора Франца Иосифа.
Остров был назван Альфредом Габриелем Натгорстом в честь Королевского географического общества в ходе экспедиции 1899 года. Общество проявляло большой интерес к арктическим исследованиям и было среди спонсоров экспедиции Натгорста.